# 停前镇
停前镇，原名停前区、停前人民公社，又称亭前镇，是中华人民共和国湖北省黄冈市黄梅县下辖的一个行政建制镇。位于黄梅县东北部，大别山北部，是一个集老区、库区、山区为一体的乡镇。停前镇得名于明朝建立的停前古驿，因“客人在此停留歇息不前”而取名停前。该镇经济以农业为主，境内大面积种植蓝莓、油茶、黄茶，另外发展旅游业、林业、畜牧业等。是湖北省级插花贫困乡镇，鄂皖交界的边贸“口子”镇之一。镇政府驻境内停前村。2018年底，全镇共有常住人口29184人。

## 历史
停前镇历史悠久，1983年便在境内发现多处古文化遗址，时间可追溯到新石器时期和商、周时期:321。唐朝时，农民起义军领袖王仙芝率义军驻扎于黄梅，在停前圆旆岭被斩。元末至正十二年（1352年），农民起义军徐寿辉曾驻于停前并兵败:322。明洪武十四年（1381年），停前驿在境内建立，它被称为“七省通衙”，是湖北与安徽的交通门户，也是停前镇的名称来源:321。而停前驿则是因为“客人在此停留歇息不前”而取名停前。太平天国时期，太平军曾在停前與清軍战斗过。
清末民初時期，里甲改为乡镇，停前镇一名首次出现，属凤源乡，辖28个村；另有一部分现今停前辖区的境域，属新城乡卓壁镇，辖25个村:35,37,45。民国时期，停前一度为黄梅县政府的驻地所在:142。1927年至1931年第一次国共内战期间，中国工农红军将黄梅划分为五个区，其中停前属东区，而东区苏维埃分区办公室就设在停前街东圣王庙内。抗日战争前，原来的4个乡改为4个区，下辖38个镇，停前镇属3区。:46:322这一时期，國民政府頻繁镇压中国共产党活动。民国23年（1934年），中共派周望生、周连生等人在黄梅停前恢复党组织:138。抗日战争期间，黄梅县政府保留区制，改镇为乡，将原有38镇改为23乡镇，停前镇和古角镇合并为停古乡:45。
1947年8月至11月，由刘伯承、邓小平指挥的晋冀鲁豫野战军，千里跃进大别山后进驻黄梅，建立黄梅县人民民主政府:47-48:125-150。黄梅上半县划分为六个区，三区即为停前:47-48。1949年5月8日，黄冈地区设立，撤销民国时期的黄梅县行政区划，新设土桥等5个区和城关镇，停前镇辖区属土桥区。1952年8月，全县按自然环境改为12个区，下辖163个乡。停前区首次设立，为3区，辖13个乡：望江山、小坪、停前、陈垸、铁牛、老铺、塔畈、安仁、古月、柴下、石仓、刘壁、江螃。但1955年下半年的并区中，停前区并回土桥区。1958年4月，土桥区的望江、柳林、铁牛、水码五乡被析出，再次设立停前区。年底全县实行人民公社化，停前区改为上游人民公社。1959年2月，改为以地名命名，为停前人民公社。:46-48
1975年10月的撤区并社中，停前人民公社被分为两个公社，一个仍名为停前，一个新设立的为柳林人民公社:52。其中，停前人民公社辖有停前、刘壁、水码三个管理区，19个生产大队，273个生产队，1个自然镇，284个自然村:322；柳林人民公社则辖有柳林、老铺，望江三个管理区，14个生产大队，141个生产队，142个自然村，1个自然镇。1984年2月的撤社并区中，人民公社取消，两公社合并设立停前区，下辖6个乡、1个名为停前镇的乡级镇、35个村民委员会、330个村民小组，有412个自然村:48。1987年，当地取消所有69个乡和乡级镇，并将12个区、6个区级镇改为13个乡、10个镇，其中停前区析出部分境域重设柳林乡；其余境域撤区设镇，改为停前镇:101。1987年停前镇设立时，辖有村民委员会21个，村民小组170个，居民委员会1个。21个村民委员会分别是:101,103：
停前村、金寨村、三渠铺村、海螺山村、周塘岸村、邓坳村、长冲村、石仓村、胡寨村、蔡桥村、枚龙村、江榜村、蒋冲村、潘河村、刘壁村、铁牛村、童寨村、界岭村、柴下村、东冲村、南冲村。
后来部分村民委员会改名，至2019年，停前镇仍下辖21个村级行政区，均为行政村。

## 地理环境

### 地理位置
停前镇地处大别山前哨，为历史上的军事重地:322。位于黄梅县东北部，东与安徽省宿松县二郎镇、孚玉镇毗邻，南靠杉木乡，西连五祖寺，北接柳林乡。镇政府驻停前村停前新街，距省会武汉170公里，距县城18公里。因处于湖北与安徽的交界处，所以被湖北省人民政府确定为湖北省边贸“口子”镇之一。然而，停前不近城、不近郊，存在区位劣势。

### 自然环境
| ㋀                                | ㋁       | ㋂       | ㋃        | ㋄        | ㋅        | ㋆        | ㋇        | ㋈        | ㋉       | ㋊       | ㋋      |
| 52 10 0                           | 160 13 5 | 179 17 6 | 194 23 13 | 310 27 15 | 241 27 20 | 234 29 25 | 175 29 23 | 121 27 20 | 98 25 15 | 120 16 9 | 77 11 1 |
| 平均最高及最低溫度以攝氏（℃）表記 |          |          |           |           |           |           |           |           |          |          |         |
| 降雨總量單位為（㎜）              |          |          |           |           |           |           |           |           |          |          |         |
| 資料來源：                        |          |          |           |           |           |           |           |           |          |          |         |

| 英制單位換算                      | 英制單位換算 | 英制單位換算 | 英制單位換算 | 英制單位換算 | 英制單位換算 | 英制單位換算 | 英制單位換算 | 英制單位換算 | 英制單位換算 | 英制單位換算 | 英制單位換算 |
| --------------------------------- | ------------ | ------------ | ------------ | ------------ | ------------ | ------------ | ------------ | ------------ | ------------ | ------------ | ------------ |
| ㋀                                | ㋁           | ㋂           | ㋃           | ㋄           | ㋅           | ㋆           | ㋇           | ㋈           | ㋉           | ㋊           | ㋋           |
| 2 50 32                           | 6.3 55 41    | 7 63 43      | 7.6 73 55    | 12 81 59     | 9.5 81 68    | 9.2 84 77    | 6.9 84 73    | 4.8 81 68    | 3.9 77 59    | 4.7 61 48    | 3 52 34      |
| 平均最高及最低溫度以華氏（℉）表記 |              |              |              |              |              |              |              |              |              |              |              |
| 降雨總量單位為英吋（㏌）          |              |              |              |              |              |              |              |              |              |              |              |

| ㋀                                | ㋁       | ㋂       | ㋃        | ㋄        | ㋅        | ㋆        | ㋇        | ㋈        | ㋉       | ㋊       | ㋋      |
| 52 10 0                           | 160 13 5 | 179 17 6 | 194 23 13 | 310 27 15 | 241 27 20 | 234 29 25 | 175 29 23 | 121 27 20 | 98 25 15 | 120 16 9 | 77 11 1 |
| 平均最高及最低溫度以攝氏（℃）表記 |          |          |           |           |           |           |           |           |          |          |         |
| 降雨總量單位為（㎜）              |          |          |           |           |           |           |           |           |          |          |         |
| 資料來源：                        |          |          |           |           |           |           |           |           |          |          |         |

| 英制單位換算                      | 英制單位換算 | 英制單位換算 | 英制單位換算 | 英制單位換算 | 英制單位換算 | 英制單位換算 | 英制單位換算 | 英制單位換算 | 英制單位換算 | 英制單位換算 | 英制單位換算 |
| --------------------------------- | ------------ | ------------ | ------------ | ------------ | ------------ | ------------ | ------------ | ------------ | ------------ | ------------ | ------------ |
| ㋀                                | ㋁           | ㋂           | ㋃           | ㋄           | ㋅           | ㋆           | ㋇           | ㋈           | ㋉           | ㋊           | ㋋           |
| 2 50 32                           | 6.3 55 41    | 7 63 43      | 7.6 73 55    | 12 81 59     | 9.5 81 68    | 9.2 84 77    | 6.9 84 73    | 4.8 81 68    | 3.9 77 59    | 4.7 61 48    | 3 52 34      |
| 平均最高及最低溫度以華氏（℉）表記 |              |              |              |              |              |              |              |              |              |              |              |
| 降雨總量單位為英吋（㏌）          |              |              |              |              |              |              |              |              |              |              |              |

停前镇行政面积达83.27平方千米。位于大别山北部，系古角山脉与平原地区的过渡地带。全镇地势北高南低，西部、北部沿古角水库两侧多山，在地质构造上属淮阳地盾:552；东部山丘起伏，纵横断续，夹有小块田畈，地势平坦；中、南部为丘陵和垄岗平原区:322。境内最高点为鸡石尖山（海拨488米），也有钱家岭等较高的山峰:321。属亚热带季风气候，阳光充足，四季分明，气候湿润。但山区温度较低，风大、日照短，无霜期比平原地区少30至50天，季节往往延迟15至30天。据2016年统计，该镇平均气温为17℃，7月为最温暖的月份，气温为27℃；1月为最凉爽的月份，为5℃。平均年降雨量为1963毫米，五月为最湿润的月份，平均降雨量为310毫米；而最干燥的月份是一月，降雨量为52毫米。
停前镇境内大多数为农田。境内主要土壤为红砂泥土（分布于停前的高低丘陵地区）和红细砂泥土（分布于刘壁、水码、赵家庄），其次为潮泥沙土，也有少许的石灰岩性泥土和红乌砂泥土（分布于刘壁、枫树坳）。水稻土方面，分布有浅红细砂泥田（分布于刘壁、水码）、浅红砂泥田（分布于停前的高低丘陵上）、浅砂泥田（分布干500至800米低山上）、红细砂泥田（分布于刘壁、水码等地的低丘、冲、垅、湾、畈）、红乌沙泥田（分布于停前刘壁、水码的大山断层地带）、红泡黄泥田、砂泥田、山地砂泥田、石灰性泥田、潮土田、冷泉田等。:321-322:98-101。除水码等局部地区石灰岩发育的土壤呈碱性外，其余地区的土壤均属微酸性或酸性:98-99。矿物资源，有滑石粉矿、陶土矿、云母矿、石英石矿、石灰石矿、花岗岩、钾长石等:103。
境内的古角水库始建于1956年，次年建成，是一座防洪、灌溉为主，养殖、发电等为辅进行综合利用的重点中型水库。其总库容达5634万立方米，承雨面积73平方公里，设计灌溉面积10.8万亩。:321-322古角水库有两条干渠，为东干渠和西干渠，贯穿全镇。停前境内还有7条河流，4座小型水库。
全镇主要自然资源格局为“六山一水三分田”。该镇着力打造生态镇，山林覆盖率达95％以上，其中生态林占70％以上，并计划建设多个自然保护区。人与自然和谐相处、“车行十里不断松”的景象被《人民日报海外版》专门报道。

## 经济
停前镇为湖北省人民政府公布的重点扶持的200个省级插花贫困乡镇之一。2012年，停前镇社会生产总值达12.6亿元，同比增长16.6%。固定资产投资达1.7亿元，同比增长106.7%。2015年，全镇财政收入为470.3万元。

### 农业

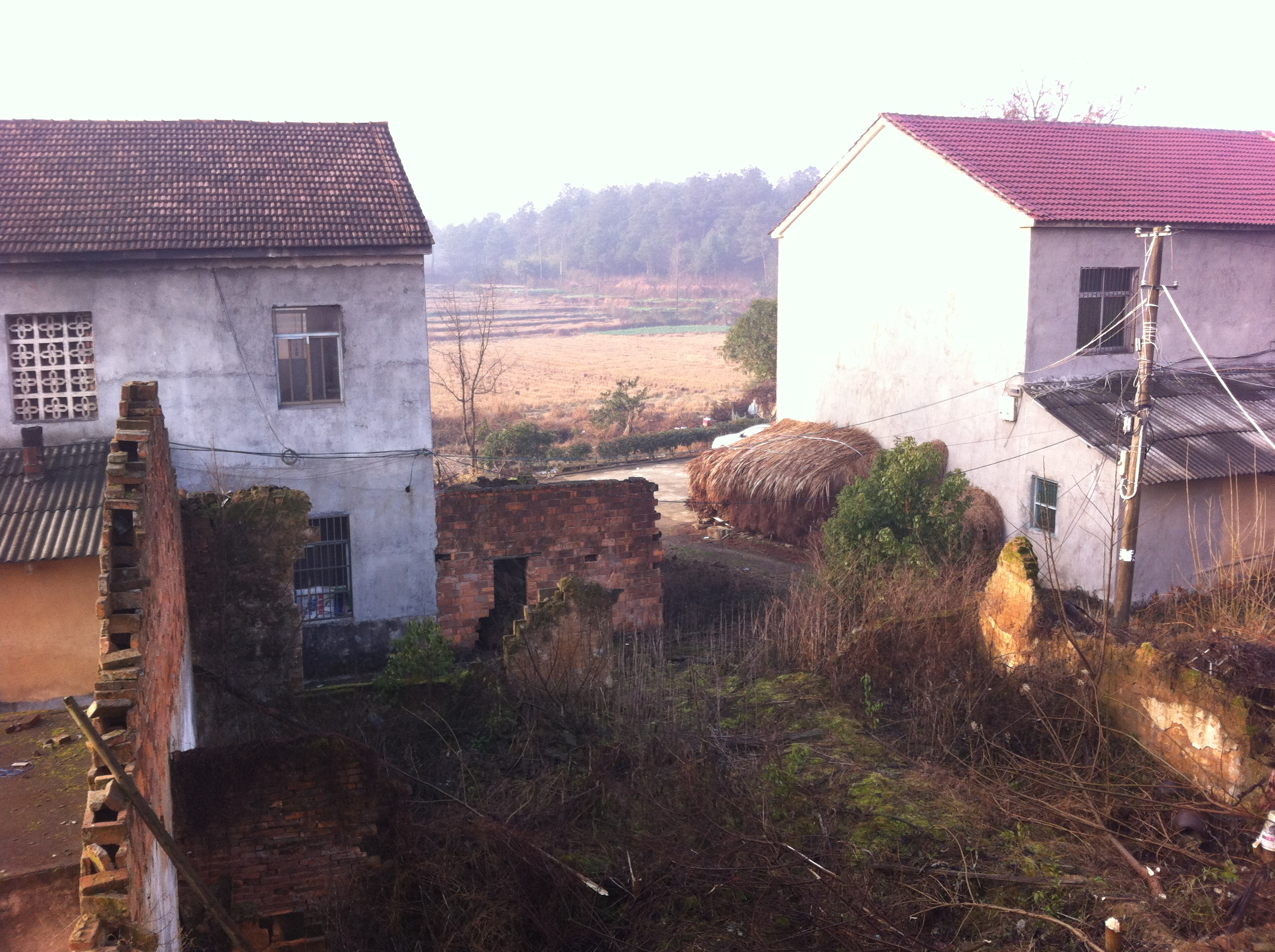
停前镇邓坳村一角。

停前镇的农业是当地经济的主导力量，当地耕地大多分布在北部的高山上，呈零星分布。而有些荒山则长满杂草，有村民评价说“守着青山，穷得叮当响”。20世纪80年代时当地主产水稻、红苕、小麦，洋芋等，特产有茶叶、蚕豆、黄花菜、生姜、水码红枣、柴下蜜桔、茅栗山毛栗等等。:322其中柴下蜜桔因味道甘甜而闻名，茶叶则以叶家凼茶场产的茶叶为代表:58-59。20世纪80年代，停前镇拥有耕地面积三万余亩，其中水田占据大半，有一小部分旱田:58-59。2002年末，该镇有耕地面积1275公顷，农作物播种面积2925公顷。
21世纪初以来，种地已不能满足当地居民的生活需求。2017年来，停前镇为带动村民脱贫，立下“建设油茶重镇、打造蓝莓之乡”的发展目标，当地政府将全镇划分为三个功能区。其中，停前镇以刘壁村为分界点，在东部发展蓝莓产业，在中西部发展油茶产业，打造“生态涵养发展区”。具体来讲，该镇以童寨村为核心，建设万亩蓝莓基地；以刘壁村为中心，建设2万亩油茶基地；以海山村、蒋冲村为中心，建设8000亩黄茶基地。此外，一些贫困户也会利用空闲的土地种植油茶和蓝莓，以求脱贫致富。至2012年，停前农民人均收入5558元，比上年增加683元。至2015年12月，全镇有农业人口3.76万人，农村居民人均可支配收入9318元。
该镇的油茶种植项目覆盖刘壁村、界岭村、铁牛村、邓坳村四个村，2013年至2020年开展的一期项目总投资达12.5亿元人民币，规划用10万亩占地种植约890万株油茶，并套种约80万株薄壳山核桃和景观树。2010年5月开始，当地在江苏金智公司的帮助下，对童寨、刘壁、胡寨、蔡桥、蒋冲、长冲、石仓等10个村进行低丘岗地改造，建设蓝莓种植基地，面积达三万亩。收获的蓝莓销往中国各城市超市，供不应求。童寨村成为“湖北蓝莓之乡”，被农业部授予“中国南方小浆果示范基地”称号，也是“中国小浆果示范村”。2017年7月9日，该镇举办了黄梅县首届蓝莓采摘节。

### 其他产业
停前镇的林业也是一大特色。20世纪80年代时，全停前区（含现今柳林乡）育林面积32823亩:58，多为自然林。而到2015年12月，这一数字增加到了7.3万亩（不含柳林乡）。当地山地主产松、杉、楠竹等木材:58，实施“生态林业立镇”发展举措，建设黄梅县林业精深加工基地。当地的人们大力发展经济林，建设500亩楠竹基地和1000亩观赏、环保型果特林基地。中国地质大学教授、中国登山协会理事董范自2007年实地考察后，把停前镇南冲村作为学校野外生存生活体验基地，每学期都分批组织学生到这里，开展体验训练活动。停前镇还依托林业和农业发展旅游业。
养殖业方面，停前投资3000万元建设现代化胡羊养殖场，还建设了万羽鸡场、波尔山羊养殖场等，作为给原有养殖场的示范。该镇还大力发展生猪养殖业，拥有古角养殖场等生猪养殖场。古角水库年产鲜鱼10万公斤，是全县水产大户之一:58-59。工业方面，1972年，停前等区开始办磷肥厂，采用磷矿石粉碎拌兑硫酸的简易方法生产磷肥:234。20世纪80年代，停前公社共开设了16家社办企业，包括石灰厂、农机修配厂、磷肥厂、果园，桑场等。其中滑石粉厂的产品曾销往其他多个省份，年产量一度达2000吨。至2017年，全镇共有企业26家，从业人员639人；工业企业6家，规模以上1家（新增于2012年）。

## 人文

### 人口
2010年第六次全国人口普查中，停前镇共有人口33323人。共有家庭7268户，平均每户4.58人。14岁以下的少年儿童共5753人，占总人口的17.26%；15-64岁人口共24158人，占总人口72.50%；65岁及以上的老年人共3412人，占总人口的10.24%。男性共计17538人，占总人口52.63%；女性共计15785人，占总人口47.37%。本地居住的人口中，拥有本地户籍的人口为32652人，占总人口的97.99%。
2015年，全镇共有户籍人口40998人。2018年底，全镇共有常住人口29184人。

### 文物古迹

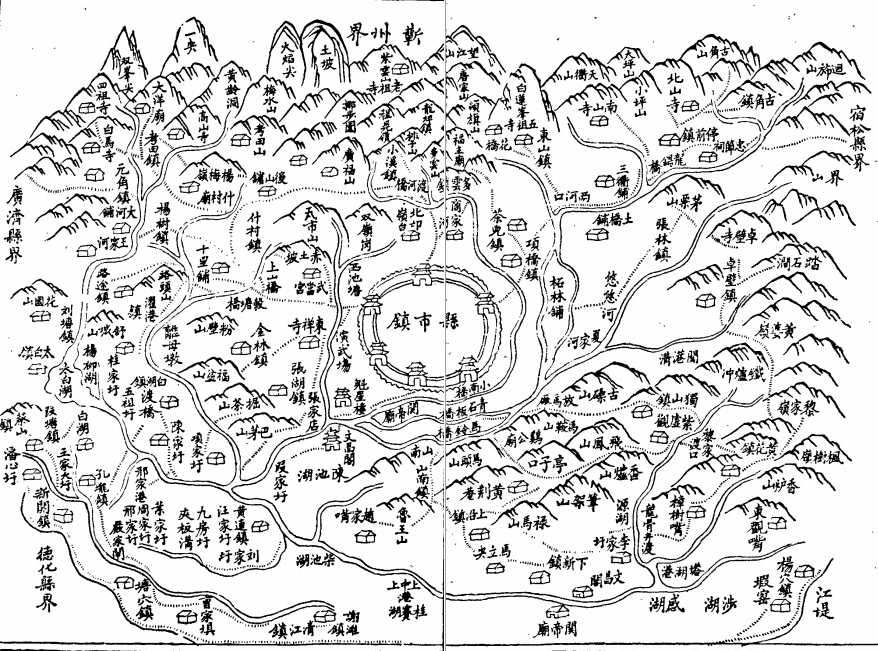
绘于光绪二年（1876年）的古黄梅县境全图，停前镇在右上角。

境内的停前古驿建于明洪武十四年（1381年），又称太子驿，名称来源自古驿的太子街（明朝一妃子在太子街诞下一子）。现今存有数间清朝末年建筑，比较破旧，但仍留有雕梁画栋、飞沿斗拱的古香古色。古驿旁的停前河上建有清江桥，它始建于清顺治元年（1644年），长17余丈。嘉庆十五年（1810年），大桥过半被冲毁。1954年，大桥全部冲垮。目前的清江桥遗迹为尚存的数个桥墩。1971年重修，改名为停前桥，全长60米，宽6米，两孔，钢筋水泥结构，承重15吨:171。
停前镇海螺山西麓半山腰处有海螺山遗址，面积达2000平方米，文化层厚约0.3米，有大量西周时期的遗物。在停前镇一处小山坡上有蚌壳崖遗址，遗址面积约1500平方米。呈不规则长形地，高出地面约3米。1981年，铁冲公社社员挖出一把石铲，长15公分，宽11.8公分，下宽10.5公分，厚0.6公分，钻孔直径3公分。同时发现鼎足、鬲足等陶器碎片，据考为商周村落遗址。有西周时期遗物。停前镇东面的武当宫有武当宫遗址，位于古驿旁200米处，遗址面积约3000平方米，被证实为商周遗存的古村落遗址。文化层厚约0.8米，采集到有鬲足、鼎足，鬲耳、夹砂的红陶、灰陶等器物，制作粗糙，属商和西周的遗物。武当宫部分建筑在中华人民共和国建国后，被作为学校的校舍教室，现为停前镇中心学校。三渠的陈河遗址亦有属新石器时代的遗物:552:321
1981年4月，停前公社胡寨大队（现水码村）凤凰地挖出元末农民起义军徐壽輝的大铜圆印一颗，重1172.5克，大小为11.7公分见方，厚1公分，侧扁形覆斗纽。正面刻有“统军万户之印”六个篆体大字，背面刻有“中书礼部造”、“太平三年□月□日”两排繁体楷书。:322:554境内有一处三渠窑厂宋墓，位于旧三渠窑厂，有铜镜、瓷罐、墓志铭，发掘于1983年:556。

### 旅游
停前着力发展旅游业。当地计划以古角水库为中心，对接五祖寺等文化旅游资源，以建设居民户外休闲区，打造鄂东禅文化旅游区“后花园”；再以镇区为核心建设北部山区宜居区。当地利用停前古驿和古角水库的旅游资源，开发建设停前花仙谷等旅游景区景点，并打造停前驿前新区，建设集镇。利用蓝莓基地的优势，发展休闲旅游，在蓝莓开花季时游客可以登山赏花，蓝莓结果时游客亦可采摘品尝。南冲户外攀岩训练基地、柴下农家乐、潘河温泉、童寨蓝莓生态旅游走廊等旅游项目也在停前镇境内。龙须河风景区项目投资5亿元，计划于2020年9月开工。停前镇还于2018年建设“停前杉木十里观光长廊”这一田园综合体。各种旅游资源和景区景点，串成山区特色旅游路线。

### 基础设施

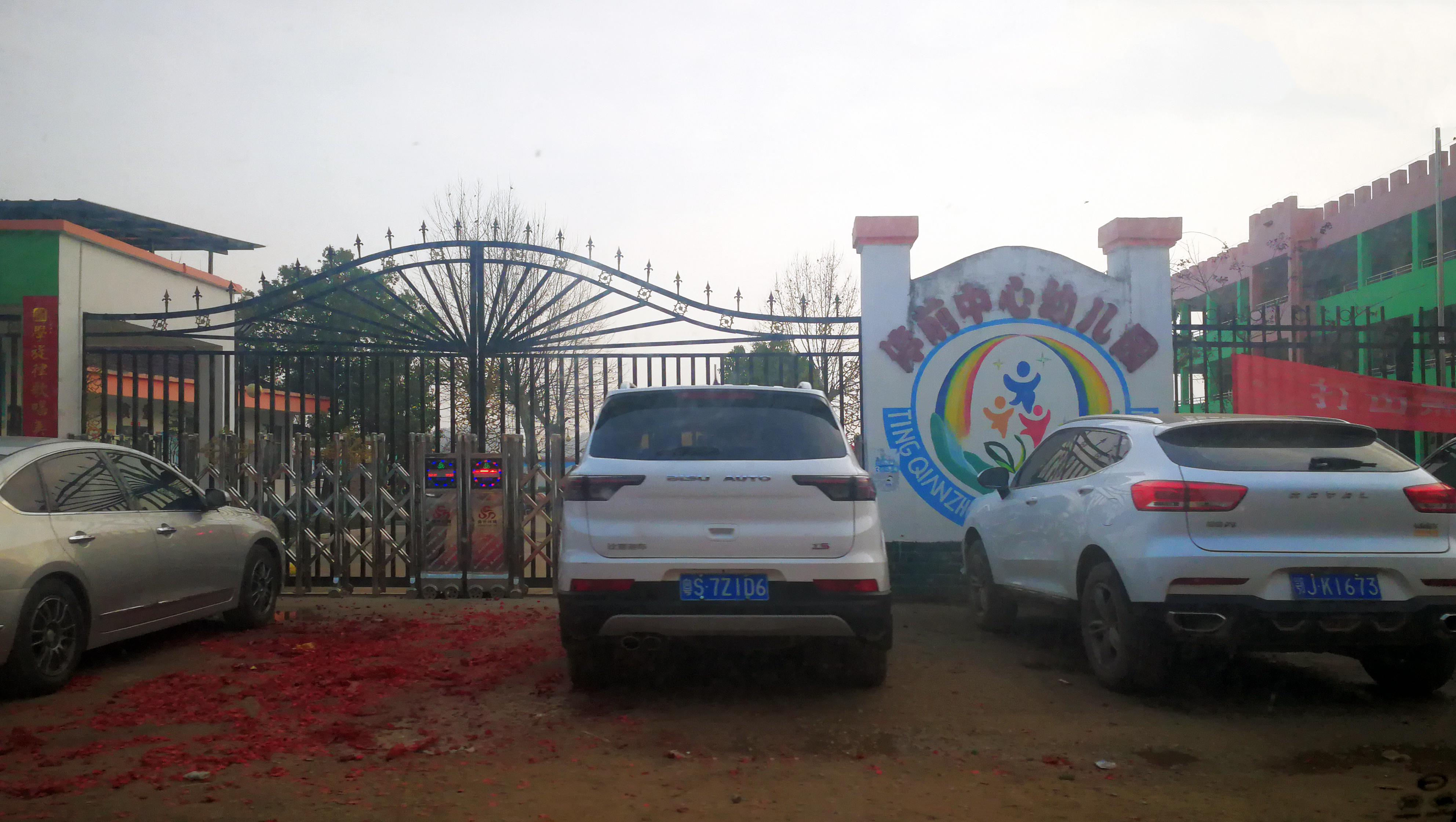
停前镇停前中心幼儿园。

早期停前的集镇建设是随着乡镇企业的发展而建设的:232。21世纪以来，随着当地经济（尤其是旅游业）的发展，当地的基础设施也大为改观。该镇交通，历史上因山区原因而多为崎岖小道，山区群众出入，据记载有“声声喘，点点滴，一步一挪上云梯”之苦:168-169。黄梅开展扶贫工作后着手进行道路建设，黄塔公路斜穿境北，黄梅－停前公路（黄停公路）连通境南:323:59。黄塔公路始建于1956年，是在修建古角水库时所建的，由黄梅镇至古角水库大坝。1966年续建，並延伸到柳林乡塔畈村，全长32.25公里。1975年还修建了下停公路，由下河桥至停前镇，全长16.8公里。:321此外，城柳公路纵横东西，过境10公里；大别山腹地公路（又称烟樟公路）贯穿南北，过境17.5公里；黄松公路（黄牯岭至宿松二郎河公路）过境6公里；硬化乡村道路长度达168公里。教育方面，至2012年，停前镇有九年一贯制学校1所（停前镇九年一贯制学校），中学1所（停前镇中学），停前镇中心学校等完全小学5所，初级小学及教学点4所。当地推进教育改革，优化布局和资源配置，走均衡发展的道路。

## 行政区划
至2019年，停前镇共下辖21个村级行政区，均为行政村。停前村为镇政府驻地，也是停前镇经济社会发展的中心。
| 名称    | 统计用区划代码 | 名称                | 统计用区划代码      |
| ------- | -------------- | ------------------- | ------------------- |
| 停前村※ | 421127105200   | 金寨村              | 421127105201        |
| 三渠村  | 421127105202   | 海螺山村            | 421127105203        |
| 周塘村  | 421127105204   | 邓坳村              | 421127105205        |
| 柴下村  | 421127105206   | 东冲村              | 421127105207        |
| 南冲村  | 421127105208   | 刘壁村              | 421127105209        |
| 童寨村  | 421127105210   | 界岭村              | 421127105211        |
| 铁牛村  | 421127105212   | 长冲村              | 421127105213        |
| 石仓村  | 421127105214   | 蔡桥村              | 421127105215        |
| 胡寨村  | 421127105216   | 梅垄村              | 421127105217        |
| 蒋冲村  | 421127105218   | 潘河村              | 421127105219        |
| 江塝村  | 421127105220   | 标※的为镇政府驻地。 | 标※的为镇政府驻地。 |